# 約瑟夫·D·皮斯托
約瑟夫·多米尼克·皮斯托（英語：Joseph Dominick Pistone，1939年9月17日—），臥底化名是唐尼·布拉斯科（Donnie Brasco），是一名美國聯邦調查局（FBI）的前探員，他在1976年9月至1981年7月之間從事臥底工作，主要滲透入博南諾犯罪家族以及較小程度上滲透到哥倫布犯罪家族，這兩個家族是紐約市黑手黨五大家族中的兩個。皮斯托從1969年在聯邦調查局工作了17年，直到在1986年辭職。皮斯托收集的證據令到黑手黨成員超過200次起訴和100項定罪，其中一些對他的滲透而承擔責任的人也被其他黑幫殺死。
皮斯托是長期臥底工作方面的先驅。在1972年去世的聯邦調查局前局長約翰·埃德加·胡佛不希望聯邦調查局的探員進行臥底工作，因為探員會有變得腐敗墮落的危險。皮斯托的工作後來幫助說服聯邦調查局相信使用臥底探員來替代只依靠線人會是在執法方面的極重要工具。皮斯托在他1988年的書籍《忠奸人：我在黑手黨的臥底生涯》中詳細介紹了他的臥底經歷，該書被改編成1997年電影《忠奸人》。

## 書籍文獻
- DeStefano, Anthony M. . New York: Kensington Publishing Corp. 2008. ISBN 9780806533094.
- Diehl, Christine S.  (PDF). WP Magazine. Vol. 7 no. 1 (William Paterson University). 2006: 16–19  [2020-02-21]. （原始内容存档 (PDF)于2013-10-19）.
- Jacobs, D. Lea. . Washington DC: Compass Press. 2002. ISBN 9780929590196.
- Pistone, Joseph D. . New York: New American Library. 1989. ISBN 9780451157492.
- Pistone, Joseph D. . Philadelphia: Running Press. 2005. ISBN 9780762423842.
- Pistone, Joseph D. . London: Hachette. 2008. ISBN 9780786741199.
- Raab, Selwyn. . New York: St. Martin's Press. 2016. ISBN 9781250101709.